# Мельничук Неллі Іванівна
Мельничук Неллі Іванівна (22.12.1937, Харків — 13.04.2019, Одеса) — радянський та український художник по костюмах.

## Біографія
Н. І. Мельничук народилася 22 грудня 1937 року в Харкові.
У 1978 році закінчила художньо-графічний факультет Одеського педагогічного інституту імені К. Д. Ушинського.
Творча діяльність пов'язана з Одеською кіностудією.
Член Одеського відділення Національної спілки кінематографістів України.

## Фільмографія
Брала участь у створенні стрічок:
- «Якщо є вітрила» (1969)
- «Поїзд у далекий серпень» (1971)
- «Ринг» (1973)
- «Кожен день життя» (1973)
- «Блакитний патруль» (1974)
- «Відпустка, яка не відбулася» (1976)
- «Де ти був, Одіссею?» (1978, т/ф, 3 с)
- «Друге народження» (1980, т/ф, 2 с)
- «Школа» (1980, т/ф, 3 с)
- «Очікування полковника Шалигіна» (1981)
- «Бій на перехресті» (1982, т/ф, 2 с)
- «Весна надії» (1983)
- «За два кроки від „Раю“» (1984)
- «Скарга» (1986)
- «У Криму не завжди літо» (1987)
- «Гу-га» (1989)
- «Каталажка» (1990)
- «По кому в'язниця плаче...» (1991)
- «Хочу Вашого чоловіка» (1992)
- «Мсьє Робіна» (1994)
- «Михайлюки» (2005) та ін.